# 紀柏舟
紀柏舟（英語：Po-Chou Chi，1980年11月2日—），旅美導演與藝術總監，臺灣人。紀柏舟是台灣少數跨越2D/3D的全方位動畫導演；作品涵蓋實拍廣告與設計領域，兼顧藝術和商業的實力。他的作品曾獲得超過40個國際獎項。2011年動畫作品《光之塔》共獲得28個國際獎項，入圍與放映超過50項國際影展比賽，包括第38屆學生奧斯卡，波蘭世界獨立電影大賽，Adobe卓越成就獎不等。他曾於好萊塢擔任分鏡藝術師和美術指導，其專業能力備受肯定；並於2016年受邀擔任金馬獎視覺藝術總監，創作了一系列的作品。其中將金馬標誌魔幻成為超現實主義的雕塑，並拆解彙整為22個不同獎項，富含深度意涵；並以東方古典的美學重新再造舞台風格，其獨特的藝術性和創意令人驚嘆，獲得國際輿論盛讚，並為典禮美學帶出了新高度。近年投入創業，旗下團隊橫跨科技、動畫、特效、3D/2D與新零售，同時擔任導演與多家公司CEO，是全方位跨領域能力的創作者與企業家。

## 經歷
由于曾觀看怪獸電力公司和神隱少女，因此走向制作动画的道路，

## 作品
《回憶抽屜》
《光之塔》
《急救時刻》